# Kalli jõgi
Kalli jõgi är ett vattendrag i landskapet Tartumaa i östra Estland. Den är 22 km lång och är ett sydligt högerbiflöde till Emajõgi. Den har sin källa vid byn Liispõllu i Kastre kommun. Den har två högerbiflöden, dels Apna jõgi som är 17 km lång och avvattnar våtmarken Ullika raba och dels Leegu jõgi som avvattnar sjön Leegu järv. Kalli jõgi rinner igenom sjön Kalli järv och utgör de sista kilometrarna gränsflod mellan Peipsiääre kommun och Kastre kommun. Den sammanflödar med Emajõgi 2,5 kilometer innan den mynnar i Peipus. 